# Kornig röksvamp
Kornig röksvamp (Lycoperdon lividum) är en svampart som beskrevs av Pers. 1809. Enligt Catalogue of Life ingår Kornig röksvamp i släktet Lycoperdon,  och familjen Agaricaceae, men enligt Dyntaxa är tillhörigheten istället släktet Lycoperdon,  och familjen röksvampar. Arten är reproducerande i Sverige. Inga underarter finns listade i Catalogue of Life.